# 拉瓦利 (科羅拉多州)
拉瓦利（英語：La Valley）是位於美國科羅拉多州科斯蒂亞縣的一個非建制地區。該地的面積和人口皆未知。

## 地理
拉瓦利的座標為37°06′07″N 105°20′52″W / 37.10194°N 105.34778°W，而該地的平均海拔高度為2334米（即7664英尺）。